# Der Mann ihrer Träume (1950)
Der Mann ihrer Träume (Originaltitel: Young Man with a Horn, dt. Alternativtitel Der Jazztrompeter und Rhythmus, Leidenschaft und Liebe) ist ein US-amerikanisches Melodram aus dem Jahr 1950. Die Regie führte Michael Curtiz, das Drehbuch schrieben Carl Foreman und Edmund H. North. Die Hauptrollen spielten Kirk Douglas, Lauren Bacall und Doris Day.

## Handlung
Rick Martin, als Waisenkind bei seiner älteren Schwester aufgewachsen, entwickelt sich mit Hilfe des Blues-Musikers Art Hazzard zu einem begnadeten Musiker. Es gelingt ihm in einer bekannten Tanzband aufgenommen zu werden. Dort lernt er den Pianisten Willy „Smoke“ Willoughby und die wunderschöne Sängerin Jo Jordan kennen. Obwohl sich Rick streng an die vorgegebenen Arrangements der Songs halten soll, improvisiert er lieber. Eines Abends leitet er während einer Bandpause eine spontane Jam-Session, sodass Bandleader Jack Chandler ihm kündigt.
Doch stellt sich für Rick mit Hilfe der jungen Jo Jordan, die heimlich in Rick verliebt ist, schnell weiterer beruflicher und künstlerischer Erfolg ein, allerdings nicht ohne private Spannungen mit deren Freundin Amy North. Denn Amy beginnt sich auch für Rick zu interessieren, was ihm nicht verborgen bleibt. Obwohl Amy ein schwieriger Charakter ist und von sich selber meint, nicht in der Lage zu sein, Liebe zu empfinden, wendet er sich ihr zu und beginnt, seine alten Freunde zu vernachlässigen. Immer um sein Wohlergehen besorgt, versucht Jo ihm die Augen über Amy zu öffnen. Als diese das zufällig mitanhört, schockiert sie Jo mit der Nachricht, dass sie und Rick bereits geheiratet hätten.
Amy mag Ricks Musik eigentlich nicht und interessiert sich auch nicht für seine Karriere, sondern konzentriert sich nur auf sich und ihr eigenes Psychologiestudium. Aufgrund ihrer gegensätzlichen Zeitpläne verbringen sie immer weniger Zeit zusammen, beginnen sich zu streiten und Amy kommt manchmal nachts nicht einmal mehr nach Hause. Von all dem schwer erschüttert, beginnt Rick zu trinken. Sein „alter Lehrer“ Art Hazzard findet ihn in einer Bar und versucht Rat und Hilfe anzubieten. Doch Rick will davon nichts wissen, zu sehr ist er in seinen Problemen gefangen und lässt seinen Frust an seinem Freund aus. Maßlos enttäuscht von Ricks Behandlung verlässt Art die  Bar und läuft auf der Straße vor eine Auto. Als Rick davon erfährt und ins Krankenhaus eilen kann, ist Art bereits tot. Als Rick nach Hause zurückkehrt, erfährt er von Amy, dass sie ihre Abschlussprüfungen nicht bestanden hat. Sie streiten sich sofort. Sein Vorschlag, es noch einmal mit dem Studium zu versuchen, ist für sie eindeutig weniger attraktiv, als mit einer neuen Freundin nach Paris zu gehen, um sich dort als Malerin zu versuchen. Sie gibt Rick gegenüber zu, dass sie ihn nur geheiratet hätte, weil sie gehofft hatte, durch ihn ihren inneren Frieden zu finden, was jedoch nicht eingetreten wäre.
Am nächsten Abend geht Rick zu Art’s Beerdigung, anstatt an einer Cocktailparty teilzunehmen, die Amy veranstaltet. Er kommt erst nach Hause, als die Gäste bereits gehen. Da Amy betrunken und wütend auf ihn, streiten sie heftig und Rick kann seinen Frust auch beim Spielen in der Tanzband nicht zurückhalten und vernachlässigt sogar seine eigene Musik. Erneut wendet er sich dem Alkohol zu. Bei einer Aufnahmesession mit Smoke und Jo spielt er unkonzentriert und verliert die Kontrolle über sein Instrument, als er vergeblich versucht einen imaginären hohen Ton auf seiner Trompete zu spielen, von dem er schon lange träumt, aber den eigentlich keine Trompete jemals erklingen lassen kann. Er zerstört sein Instrument vor Wut und verliert am Ende gänzlich den Halt. Eines Nachts bricht er auf der Straße zusammen und ein Taxifahrer bringt ihn in ein Sanatorium. Es stellt sich heraus, dass er eine Lungenentzündung hat und in Lebensgefahr schwebt. Smoke lässt ihn in ein Krankenhaus bringen, wo er auch gegen seine Depression behandelt werden kann. Jo bleibt an seiner Seite und hilft ihm, wieder gesund zu werden. Das gelingt am Ende und Rick entdeckt seine Musik wieder und kann endlich ihre Liebe erwidern.

## Hintergrund
Das Drehbuch basiert entfernt auf der Biografie des Jazz-Musikers Bix Beiderbecke. Das aufgesetzte Happy End des Films fand sich aber weder im Roman noch im Leben von Bix Beiderbecke, der mit 28 Jahren an Alkoholismus starb. Die Dreharbeiten fanden in Hollywood und in New York City statt. Louis Armstrong hat einen Cameo-Auftritt im Film. In der deutschen Synchronfassung wird Hauptdarsteller Kirk Douglas von Erwin Linder gesprochen.

## Kritiken
„Psychologisch vertiefter und menschlich überzeugender Film mit beeindruckender Inszenierung und hervorragender Kameraarbeit. Hörenswert: das Trompetenspiel des legendären Harry James“, befand das Lexikon des internationalen Films.
Laut The New York Times werden „Banalitäten des Drehbuchs in der glatten, bildlichen Geschmeidigkeit von Michael Curtiz' Regie und der spannenden Qualität der Partitur ziemlich gut beschönigt.“ Trotz des nicht optimalen Drehbuchs lobte die Times die Darbietungen von Douglas, Day und Carmichael, bemerkte aber: „Der unsichtbare Star des Films ist Harry James, der alte Maestro höchstpersönlich, der die prickelnde Musik liefert, die wild, forschend und fließend fließt verlassen von Rick Martins geliebter Trompete. Dies ist ein Fall, in dem der Soundtrack mehr als eine ergänzende Kraft ist. Er ist die eigentliche Seele des Bildes.“